# L'Isle-aux-Coudres
L'Isle-aux-Coudres är en kommun i provinsen Québec i Kanada, som omfattar ön Île aux Coudres (med modern stavning). Den ligger i regionen Capitale-Nationale, i den östra delen av landet, 500 km nordost om huvudstaden Ottawa. Kommunen bildades 2000 genom sammanslagning av kommunerna La Baleine och L'Île-aux-Coudres, den senare bildad 1994 av kommunen Saint-Bernard-de-l'Île-aux-Coudres och socknen Saint-Louis-de-l'Isle-aux-Coudres. Byarna La Baleine, Saint-Bernard-sur-Mer och Saint-Louis var centrum i respektive tidigare kommun.